# Finlandia en los Juegos Olímpicos de Los Ángeles 1932
Finlandia estuvo representada en los Juegos Olímpicos de Los Ángeles 1932 por un total de 40 deportistas que compitieron en 5 deportes.  
El portador de la bandera en la ceremonia de apertura fue el atleta Akilles Järvinen.

## Medallistas
El equipo olímpico finlandés obtuvo las siguientes medallas:
| Nombre                              | Deporte            | Competición                  |
| ----------------------------------- | ------------------ | ---------------------------- |
| Oro                                 |                    |                              |
| Lauri Lehtinen                      | Atletismo          | 5000 m M                     |
| Volmari Iso-Hollo                   | Atletismo          | 3000 m con obstáculos M      |
| Matti Järvinen                      | Atletismo          | Jabalina M                   |
| Väinö Kokkinen                      | Lucha grecorromana | 79 kg M                      |
| Hermanni Pihlajamäki                | Lucha libre        | 61 kg M                      |
| Plata                               |                    |                              |
| Volmari Iso-Hollo                   | Atletismo          | 10 000 m M                   |
| Ville Pörhölä                       | Atletismo          | Martillo M                   |
| Matti Sippala                       | Atletismo          | Jabalina M                   |
| Akilles Järvinen                    | Atletismo          | Decatlón M                   |
| Heikki Savolainen                   | Gimnasia artística | Barra fija M                 |
| Väinö Kajander                      | Lucha grecorromana | 72 kg M                      |
| Onni Pellinen                       | Lucha grecorromana | 87 kg M                      |
| Kyösti Luukko                       | Lucha libre        | 79 kg M                      |
| Bronce                              |                    |                              |
| Lauri Virtanen                      | Atletismo          | 5000 m M                     |
| Lauri Virtanen                      | Atletismo          | 10 000 m M                   |
| Armas Toivonen                      | Atletismo          | Maratón M                    |
| Eino Penttilä                       | Atletismo          | Jabalina M                   |
| Bruno Ahlberg                       | Boxeo              | Wélter (66,5 kg) M           |
| Heikki Savolainen                   | Gimnasia artística | Concurso completo ind. M     |
| Heikki Savolainen                   | Gimnasia artística | Paralelas M                  |
| Einari Teräsvirta                   | Gimnasia artística | Barra fija M                 |
| Einari Teräsvirta Heikki Savolainen | Gimnasia artística | Concurso completo por eqs. M |
| Lauri Koskela                       | Lucha grecorromana | 61 kg M                      |
| Aatos Jaskari                       | Lucha libre        | 56 kg M                      |
| Eino Leino                          | Lucha libre        | 72 kg M                      |